# SS/VOC Amsterdam
Dernière mise à jour : 2 janvier 2019.
Le Succes Schoonmaak / VOC Amsterdam  est un club néerlandais de handball féminin situé à Amsterdam. 
La section féminine, qui évolue en première division, a notamment remporté le  en 2000, 2008, 2009, 2010, 2017 et 2018.

## Palmarès
- championnat des Pays-Bas (8) : 2000, 2008, 2009, 2010, 2017, 2018, 2019, 2023
- Coupe des Pays-Bas (4) : 2005, 2009, 2010, 2016, 2018
- Supercoupe des Pays-Bas (3) : 2008, 2010, 2016

## Joueuses
- Estavana Polman
- Yvette Broch
- Tess Wester
- Laura van der Heijden
- Debbie Bont
- Angela Malestein
- Michelle Goos
- Charris Rozemalen
- Dione Housheer